# حياتي (مسلسل مغربي)
حياتي هو مسلسل من إخراج ياسين فنان، وإنتاج شركة كونكسيون ميديا. ثم عرض أولى حلقات المسلسل على قناة الأولى مباشرة بعد الانتخابات التشريعية في المغرب.
أغنية المسلسل من إنتاج و أداء المغني المغربي نزار إديل.

## قصة المسلسل
يحكي الفيلم عن قصة أربع فتيات انفصلا مدة 15 سنة بعد ارتكابهم لجريمة في حق أستاذهم في الجامعة، لكنهم القدر يجمعها مجددا عن طريق الصدفة في جنازة رجل إحداهن، ومن هنا تبدأ الحكاية، خصوصا بعدما بدأت تصلهن رسائل مجهولة المصدر فيها تهديد بالانتقام لوفاة ذلك الأستاذ، وما زاد الطين بلة موت صديقتهن المدعوة كنزة (في دور فاطمة الزهراء الجوهري) والتي اكْتُشف بعد التحقيق أنه ثم قتلها وليست حالة وفاة عادية كما كان يُعتقد.
وبعد مدة طويلة تكتشف الفتيات الثلاث أن المسؤول عن كل تلك الرسائل هي فتاة أخرى، وهي نفسها ابنة ذلك الأستاذ، وتقوك بكل هذا من أجل الانتقام لوفاة والدها.

## الممثلين
- ماجدولين الإدريسي
- فاطمة الزهراء الجوهري
- حنان زهدي
- نورية بنبراهيم
- أحلام الزعيمي
- عادل أبا تراب
- ليلى الحديوي

## انطباعات حول الفيلم
حقق مسلسل حياتي الذي عُرض أول مرة في 2 نونبر سنة 2016 على شاشة الأولى نجاحا كبيرا، خصوصا وأنه ضم شلة من نجوم الشاشة والسينما المغربية على غرار ماجدولين الإدريسي، عادل أبا تراب وليلى الحديوي وغيرهم. هذا وقد حققت الحلقة الأولى من المسلسل نسبة مشاهدة بلغت 3 ملايين مشاهد، أي ما يمثل 30% من حصة الشاهدة. 